# Графы Орлеанские
Граф Орлеа́нский был правителем области, включающей город Орлеан и его окрестности. Титул использовался в период правления Меровингов и Каролингов.
Когда Гуго Капет стал королём Франков, то принадлежавшее ему графство Орлеанское вошло в состав королевского домена. Впоследствии на базе графства было создано герцогство Орлеанское, которое традиционно давалось вторым по старшинству сыновьям короля Франции, пока герцог Филипп II Орлеанский не закрепил его в своём потомстве. С этих пор герцогами Орлеанскими становились старшие сыновья Орлеанской линии дома Бурбонов.

## ЭпохаКаролингов
- ?-821 : Адриан (ок. 760-821), пфальцграф Рейнский, сын Герольда I де Винцгау и Эммы Алеманской, брат жены Карла Великого.
- 818-828 : Матфрид (ум.836).
- 828-830 : Эд I (ок. 790-834), сын Эдриена Орлеанского и Вальдрады де Вормсгау.
- 830-832 : Матфрид (ум.836) (второй раз).
- 832-834 : Эд I (ок. 790-834) (второй раз).
- 834-834 : Матфрид (ум.836) (третий раз).

...
- Роберт Сильный (815/820-866), граф Анжуйский и Туреньский, светский аббат Мармутье, граф Блуа и Орлеана, возможно сын Роберта (ум. 834), графа в Вормсгау и Вальдрады, сестры Эда Орлеанского.
- Гуго Аббат (ум. 886), сын Конрада I Бургундского, графа Парижского и Осерского, и вероятно брат жены Роберта Сильного.
- Эд II (860-898), граф Парижский, светский аббат Сен-Жермен де Пре, Сент-Аманда, Сен-Дени и Мармутье, граф Анжу и Тура, граф Блуа и Орлеана, король Франции.
- Гуго Капет (956-987), король Франции, сын Гуго Великого.